# 今橋恒
今橋 恒（いまはし ひさし、1935年3月31日 - 1995年5月2日）は、日本の男性俳優、声優。日本大学中退。
1943年、苦楽座に入団。1944年、松竹井上正夫演劇道場。1948年に復員後、文学座に入座。1950年に新協劇団に入団後、東京芸術座の設立に参加。その後は東京俳優生活協同組合に所属していた。

## 出演作品

### テレビドラマ
- NECサンデー劇場（NET）
  - 今日はエトランゼ（1959年）
  - 消えたフットライト（1961年）
- 侍 第28話「国士無双」（1961年、KTV）
- 宮本武蔵（1961年、CX） ※丹波哲郎版
- 青年同心隊 第13話「それでも虹を追う」（1965年、TBS）- 峯岸左近
- 甲州遊侠伝 俺はども安（CX / 国際放映）
  - 第7話「金十両」（1965年） - 津雲主馬
  - 第13話「おりは街道」（1965年） - 仁兵衛
- 刑事 第10話「ある青春の記録」（1965年、CX / 国際放映） - 北島刑事
- 若者たち 第8話「或る休日」（1966年、CX）
- 三匹の侍（CX）
  - 第4シリーズ 第2話「血闘」（1966年） - 求馬
  - 第4シリーズ 第17話「悪童ども」（1967年） - 村井藤次
  - 第4シリーズ 第23話「死霊を斬る」（1967年） - 与平
  - 第5シリーズ 第14話「空っ風野郎」（1968年） - のみやの亭主
  - 第6シリーズ 第6話「地獄を見た」（1968年） - 市木
  - 第6シリーズ 第23話「謀殺」（1969年） - 嘉兵衛
- 新・日本剣客伝 第1話（1969年、NET）
- 帰って来た用心棒 第29話「水ぬるむ頃」（1969年、NET / 東映）
- 天を斬る 第7話「金色の湖」（1969年、NET / 東映） - 西国屋番頭・利兵ヱ
- 女殺し屋 花笠お竜 第16話「女三匹子ノ刻参上」（1970年、12ch / 国際放映）
- 新三匹の侍 第1話「男が男が抜いた時」（1970年、CX / 松竹）
- 宮本武蔵（1970年、NET） - 辻風典馬 ※高橋幸治版
- 子連れ狼（1973年、NTV / ユニオン映画）
- 花神（1977年、NHK総合）
- 八甲田山 - 源じい 役
- 若さま侍捕物帳 第18話「参上!!悪女狩り」（1978年、ANB / 国際放映）
- 悪の紋章 第4話（1979年、CX）
- 新五捕物帳 第66話「泥まみれの青春」（1979年、NTV / ユニオン映画）- 彦蔵

### 映画
- 飼育（1961年、パレスフィルム・プロ / 大宝） - 鉄砲撃ち
- 三匹の侍（1964年、松竹） - 五作
- 道場破り（1964年、松竹） - 滝口源太左衛門
- 殴り込み侍（1965年、松竹） - 名主喜左衛門
- 囁きのジョー（1967年、松竹） - マックス・ホールの客A
- 若い年輪（1969年、桜映画社）
- 砂の器（1974年、松竹） - 朝日屋の主人

### 吹き替え
- インディアンの山
- サンダーバード（NHK総合） - アロイシャス・パーカー
- サンダーバード 劇場版（アロイシャス・パーカー）※劇場公開版
- サンダーバード6号（アロイシャス・パーカー）※劇場公開版

### 舞台
- 蟹工船
- どん底